# Forel (Vaud)
Forel is een gemeente en plaats in het Zwitserse kanton Vaud en maakt sinds 1 januari 2008 deel uit van het district Lavaux-Oron. Voor 2008 maakte de gemeente deel uit van het toenmalige district Lavaux.
De gemeente telt 1805 inwoners.